# Хщанович, Райвис
Райвис Хщанович (латыш. Raivis Hščanovičs; род. 15 февраля 1987, Рига) — латвийский футбольный защитник. Предпочитает играть на позиции левого защитника.

## Карьера

### В клубах
Хщанович начинал заниматься футболом в юношеской команде «Сконто». В 2005 году он играл за «Сконто-2» в Первой лиге, где команда заняла первое место, а в сезоне 2006 года повторил это достижение с «Олимпом». с 2007 года Райвис стал играть за основную команду «Сконто», с которой дважды становился третьим в чемпионате Латвии. По оканчании контракта со «Сконто» в ноябре 2009 года просматривался в польской «Лехии», но в итоге в апреле 2010 года подписал контракт по схеме «2+2» с клубом MLS «Торонто». С канадским клубом он выиграл Первенство Канады 2010 года. С сезона 2011 года играет за клуб «Юрмала-VV».

### В сборных
Играл за юношескую и молодёжную сборные Латвии, причём в молодёжной сборной был капитаном. В ноябре 2008 года вызывался Александром Старковым на товарищескую встречу с Эстонией, но на поле не появился.

## Достижения
Как игрока «Сконто-2»:
- Первая лига Латвии:
  - Победитель: 2005

Как игрока «Олимпа»:
- Первая лига Латвии:
  - Победитель: 2006 (выход в Высшую лигу)

Как игрока «Сконто»:
- Чемпионат Латвии:
  - Третье место: 2008, 2009

Как игрока «Торонто»:
- Первенство Канады:
  - Чемпион: 2010